# فرنسيس وينتون
فرنسيس وينتون هو سياسي كندي، ولد في 1829، وتوفي في 1908.